# Elophila atlantica
Elophila atlantica is een vlinder uit de familie van de grasmotten (Crambidae), uit de onderfamilie van de Acentropinae. De wetenschappelijke naam van deze soort is voor het eerst gepubliceerd in 1972 door Eugene Gordon Munroe.
De soort komt voor in Canada (Nova Scotia) en de Verenigde Staten.